# 小二孢白粉菌
小二孢白粉菌（学名：Erysiphe biocellata）是属于白粉菌目白粉菌科白粉菌属的一种真菌，寄生在唇形科植物上。该种分布于中国、丹麦、波兰、罗马尼亚、葡萄牙、新西兰、瑞典、德国等地。